# Drożyska Średnie
Drożyska Średnie – wieś krajeńska w Polsce położona w województwie wielkopolskim, w powiecie złotowskim, w gminie Zakrzewo.
W latach 1975–1998 miejscowość należała administracyjnie do województwa pilskiego.